# Kanosh
Kanosh és una població dels Estats Units a l'estat de Utah. Segons el cens del 2000 tenia 485 habitants.

## Demografia
Segons el cens del 2000, Kanosh tenia 485 habitants, 165 habitatges, i 130 famílies. La densitat de població era de 220,3 habitants per km².
Dels 165 habitatges en un 35,2% hi vivien nens de menys de 18 anys, en un 73,9% hi vivien parelles casades, en un 4,8% dones solteres, i en un 21,2% no eren unitats familiars. En el 20,6% dels habitatges hi vivien persones soles el 15,2% de les quals corresponia a persones de 65 anys o més que vivien soles. El nombre mitjà de persones vivint en cada habitatge era de 2,94 i el nombre mitjà de persones que vivien en cada família era de 3,43.
Per edats la població es repartia de la següent manera: un 32,4% tenia menys de 18 anys, un 7,4% entre 18 i 24, un 17,1% entre 25 i 44, un 24,3% de 45 a 60 i un 18,8% 65 anys o més.
L'edat mediana era de 38 anys. Per cada 100 dones de 18 o més anys hi havia 100 homes.
La renda mediana per habitatge era de 32.411 $ i la renda mediana per família de 36.583 $. Els homes tenien una renda mediana de 30.556 $ mentre que les dones 21.500 $. La renda per capita de la població era d'11.346 $. Entorn del 9,6% de les famílies i el 17,2% de la població estaven per davall del llindar de pobresa.

## Poblacions més properes
El següent diagrama mostra les poblacions més properes.